# Kreis Demmin
Der Kreis Demmin war ein Kreis im Bezirk Neubrandenburg (DDR) und hatte seinen Verwaltungssitz in Demmin.
Ab dem 17. Mai 1990 bestand er als Landkreis Demmin fort. Sein Gebiet gehört heute zu den Landkreisen Mecklenburgische Seenplatte und Vorpommern-Greifswald in Mecklenburg-Vorpommern.

## Geographie

### Lage
Der Kreis Demmin lag in Vorpommern und wurde von der Peene, der Trebel und der Tollense durchflossen.

### Größte Orte
Die größten Orte des Kreises neben der Kreisstadt Demmin waren die Städte Jarmen und Loitz sowie die Gemeinden Alt Tellin, Beggerow, Bentzin, Borrentin, Görmin, Nossendorf, Sarow, Tutow und Völschow.

### Nachbarkreise
Die Nachbarkreise des Kreises Demmin waren im Uhrzeigersinn im Norden beginnend die Kreise Grimmen, Greifswald, Anklam, Altentreptow und Malchin.

## Geschichte
Am 25. Juli 1952 kam es in der DDR zu einer umfangreichen Verwaltungsreform, bei der unter anderem die Länder der DDR ihre Bedeutung verloren und neue Bezirke eingerichtet wurden.  Der damalige Landkreis Demmin gab Gemeinden an die Kreise Altentreptow und Malchin ab. Aus dem verbleibenden Kreisgebiet wurde zusammen mit Teilen Landkreises Grimmen der neue Kreis Demmin mit Sitz in Demmin gebildet. Der Kreis wurde dem neugebildeten Bezirk Neubrandenburg zugeordnet. Am 1. Juli 1973 wechselte die Gemeinde Groß Toitin aus dem  Kreis Altentreptow in den Kreis Demmin und wurde nach Jarmen eingemeindet.
Am 17. Mai 1990 wurde aus dem Kreis der Landkreis Demmin. Nach der Wiedervereinigung der beiden deutschen Staaten wurde der Kreis dem Land Mecklenburg-Vorpommern zugewiesen. Das Kreisgebiet wurde bei der ersten Kreisgebietsreform in Mecklenburg-Vorpommern, die am 12. Juni 1994 in Kraft trat, durch die Zusammenlegung mit den bisherigen Landkreisen Altentreptow und Malchin erheblich vergrößert.

### Einwohnerentwicklung
| Jahr      | 1960   | 1971   | 1981   | 1989   |
| Einwohner | 58.315 | 56.041 | 47.642 | 44.046 |

## Wirtschaft
Bedeutende Betriebe waren unter anderem
- VEB Nordfrucht Tutow
- VEB Stärkefabrik Loitz
- VEB Demminer Brauerei
- VEB Minol Tanklager Demmin
- VEB Kombinat Getreidewirtschaft Demmin
- VEB Landtechnisches Instandsetzungswerk Demmin
- VEB Sirokko-Ölheizgerätewerk Loitz
- VEB Dübel- und Holzwerke Loitz
- VEB Zuckerfabriken in Demmin und Jarmen

## Verkehr
Dem überregionalen Straßenverkehr dienten die F 110 von Rostock über Demmin und Jarmen nach Anklam, die F 96 von Neubrandenburg über Jarmen nach Greifswald und Stralsund und die F 194 von Stralsund über Demmin nach Stavenhagen.
Das Kreisgebiet war durch die Eisenbahnstrecke Berlin–Demmin–Stralsund in das Bahnnetz der DDR eingebunden.
Die von West nach Ost durch das Kreisgebiet fließende Peene war eine wichtige Binnenschifffahrtsstraße mit Häfen in Demmin, Loitz und Hafen Jarmen.

## Städte und Gemeinden
Am 3. Oktober 1990 gehörten folgende 43 Gemeinden zum Landkreis Demmin:
| TGS    | AGS      | Gemeinde         | Einwohner | Einwohner  | Fläche (km²) | heutige Gemeinde | Landkreis                   |
| TGS    | AGS      | Gemeinde         | 3.10.1990 | 31.12.1990 | 31.12.1990   | heutige Gemeinde | Landkreis                   |
| ------ | -------- | ---------------- | --------- | ---------- | ------------ | ---------------- | --------------------------- |
| 030301 | 13015010 | Alt-Tellin       | 477       | 476        | 24,32        | Alt Tellin       | Vorpommern-Greifswald       |
| 030302 | 13015020 | Beestland        | 138       | 138        | 10,46        | Warrenzin        | Mecklenburgische Seenplatte |
| 030303 | 13015030 | Beggerow         | 759       | 756        | 29,68        | Beggerow         | Mecklenburgische Seenplatte |
| 030304 | 13015040 | Bentzin          | 1.000     | 994        | 38,76        | Bentzin          | Vorpommern-Greifswald       |
| 030305 | 13015050 | Borrentin        | 397       | 386        | 13,55        | Borrentin        | Mecklenburgische Seenplatte |
| 030306 | 13015060 | Daberkow         | 429       | 424        | 15,40        | Daberkow         | Vorpommern-Greifswald       |
| 030307 | 13015070 | Demmin, Stadt    | 16.131    | 16.094     | 70,05        | Demmin           | Mecklenburgische Seenplatte |
| 030308 | 13015080 | Düvier           | 529       | 523        | 26,57        | Loitz            | Vorpommern-Greifswald       |
| 030310 | 13015100 | Gnevezow         | 416       | 414        | 17,51        | Borrentin        | Mecklenburgische Seenplatte |
| 030311 | 13015110 | Görmin           | 1.038     | 1.025      | 35,00        | Görmin           | Vorpommern-Greifswald       |
| 030313 | 13015130 | Hohenbollentin   | 135       | 132        | 6,29         | Hohenbollentin   | Mecklenburgische Seenplatte |
| 030314 | 13015140 | Hohenbrünzow     | 342       | 342        | 10,49        | Hohenmocker      | Mecklenburgische Seenplatte |
| 030315 | 13015150 | Hohenmocker      | 420       | 413        | 16,36        | Hohenmocker      | Mecklenburgische Seenplatte |
| 030316 | 13015160 | Jarmen, Stadt    | 3.515     | 3.510      | 21,14        | Jarmen           | Vorpommern-Greifswald       |
| 030317 | 13015170 | Kartlow          | 278       | 277        | 12,90        | Kruckow          | Vorpommern-Greifswald       |
| 030319 | 13015190 | Kletzin          | 543       | 538        | 14,60        | Kletzin          | Mecklenburgische Seenplatte |
| 030320 | 13015200 | Kruckow          | 331       | 337        | 10,67        | Kruckow          | Vorpommern-Greifswald       |
| 030322 | 13015220 | Lindenberg       | 337       | 331        | 13,03        | Lindenberg       | Mecklenburgische Seenplatte |
| 030323 | 13015230 | Loitz, Stadt     | 4.676     | 4.645      | 34,51        | Loitz            | Vorpommern-Greifswald       |
| 030324 | 13015240 | Meesiger         | 280       | 287        | 8,99         | Meesiger         | Mecklenburgische Seenplatte |
| 030325 | 13015250 | Metschow         | 601       | 595        | 17,03        | Borrentin        | Mecklenburgische Seenplatte |
| 030327 | 13015270 | Neu-Kentzlin     | 228       | 229        | 11,76        | Kentzlin         | Mecklenburgische Seenplatte |
| 030328 | 13015280 | Nossendorf       | 972       | 949        | 35,10        | Nossendorf       | Mecklenburgische Seenplatte |
| 030330 | 13015300 | Plötz            | 435       | 428        | 9,50         | Jarmen           | Vorpommern-Greifswald       |
| 030331 | 13015310 | Quitzerow        | 413       | 410        | 12,67        | Kletzin          | Mecklenburgische Seenplatte |
| 030332 | 13015320 | Sanzkow          | 289       | 285        | 12,31        | Siedenbrünzow    | Mecklenburgische Seenplatte |
| 030309 | 13015090 | Sarow            | 1.005     | 985        | 33,62        | Sarow            | Mecklenburgische Seenplatte |
| 030333 | 13015330 | Sassen           | 608       | 605        | 23,75        | Sassen-Trantow   | Vorpommern-Greifswald       |
| 030334 | 13015340 | Schmarsow        | 298       | 286        | 11,82        | Kruckow          | Vorpommern-Greifswald       |
| 030335 | 13015350 | Schönfeld        | 447       | 445        | 16,02        | Schönfeld        | Mecklenburgische Seenplatte |
| 030336 | 13015360 | Siedenbrünzow    | 508       | 497        | 15,36        | Siedenbrünzow    | Mecklenburgische Seenplatte |
| 030337 | 13015370 | Sommersdorf      | 242       | 238        | 8,71         | Sommersdorf      | Mecklenburgische Seenplatte |
| 030338 | 13015380 | Teusin           | 192       | 191        | 0,12         | Utzedel          | Mecklenburgische Seenplatte |
| 030340 | 13015400 | Trantow          | 544       | 537        | 21,47        | Sassen-Trantow   | Vorpommern-Greifswald       |
| 030341 | 13015410 | Tutow            | 1.392     | 1.390      | 6,05         | Tutow            | Vorpommern-Greifswald       |
| 030342 | 13015420 | Upost            | 113       | 111        | 6,64         | Warrenzin        | Mecklenburgische Seenplatte |
| 030343 | 13015430 | Utzedel          | 443       | 442        | 13,21        | Utzedel          | Mecklenburgische Seenplatte |
| 030344 | 13015440 | Verchen          | 457       | 453        | 11,67        | Verchen          | Mecklenburgische Seenplatte |
| 030345 | 13015450 | Völschow         | 670       | 671        | 21,68        | Völschow         | Vorpommern-Greifswald       |
| 030346 | 13015460 | Vorbein          | 288       | 287        | 9,84         | Loitz            | Vorpommern-Greifswald       |
| 030348 | 13015480 | Warrenzin        | 243       | 246        | 12,01        | Warrenzin        | Mecklenburgische Seenplatte |
| 030349 | 13015490 | Wotenick         | 358       | 364        | 11,55        | Demmin           | Mecklenburgische Seenplatte |
| 030355 | 13015500 | Wüstenfelde      | 421       | 420        | 18,60        | Loitz            | Vorpommern-Greifswald       |
| 030300 | 13015000 | Landkreis Demmin | 43.338    | 43.106     | 770,77       | ––––––           | ––––––                      |

Ehemalige Gemeinden
- Ganschendorf, am 13. September 1973 zu Sarow
- Groß Toitin, am 1. Juli 1973 zu Jarmen
- Kaslin, am 13. September 1973 zu Beggerow
- Leistenow, am 13. September 1973 zu Utzedel
- Müssentin, am 23. März 1970 zu Jarmen
- Pensin, am 1. Januar 1960 zu Quitzerow
- Plestlin, am 1. Januar 1974 zu Bentzin
- Törpin, am 13. September 1973 zu Sarow
- Vanselow, am 1. Juli 1961 zu Siedenbrünzow
- Vorwerk, am 20. Juni 1975 zu Demmin
- Zarrenthin, am 1. August 1963 zu Bentzin
- Zemmin, am 1. August 1963 zu Bentzin

## Kfz-Kennzeichen
Den Kraftfahrzeugen (mit Ausnahme der Motorräder) und Anhängern wurden von etwa 1974 bis Ende 1990 dreibuchstabige Unterscheidungszeichen, die mit den Buchstabenpaaren CC und CD begannen, zugewiesen. Die letzte für Motorräder genutzte Kennzeichenserie war CZ 40-01 bis CZ 99-99.
Anfang 1991 erhielt der Landkreis das Unterscheidungszeichen DM.